# Tommy Fleetwood
Tommy Fleetwood (1991) is een golfprofessional uit Lancashire, Engeland.

## Amateur
In 2008 verloor Fleetwood in de finale van het Brits amateurkampioenschap op de 34ste hole van Reinier Saxton.
In 2009 werd hij gekozen voor het Walker Cup team samen met Wallace Booth, Gavin Dear, Luke Goddard, Matt Haines, Stiggy Hodgson, Sam Hutsby, Niall Kearny, Chris Paisley en Dale Whitnell. Op de Amateur World Ranking stond hij nummer 11 (oktober 2009). 
In juni 2010 won hij het Engels Amateur en de kwalificatiewedstrijd voor deelname aan het Brits Open.
Zijn coach is Jim Payne, Walker Cup speler in 1991 en voormalig speler op de Europese Tour.

### Overwinningen
- 2010: Engels Amateur

### Teams
- Jacques Leglise Trophy: 2007 (winnaars), 2008 (winnaars)
- Walker Cup: 2009

## Professional
Fleetwood werd in augustus 2010 professional. Het Tsjechisch Open op 19 augustus was zijn eerste toernooi als professional.
In zijn rookiejaar won hij eerst de Formby Hall Classic op de PGA EuroPro Tour en vervolgens het Kazakhstan Open op de Europese Challenge Tour, waarna vaststond dat hij in 2012 al op de Europese PGA Tour mocht spelen.
In zijn tweede seizoen op de Europese Tour behaalde hij zijn eerste overwinning. In de Johnnie Walker Championship won hij in de play-off van Ricardo González en Stephen Gallacher. Dankzij overwinningen op het Abu Dhabi HSBC Championship en de HNA Open de France was Fleetwood de beste in de Race to Dubai van de Europese PGA Tour in 2017.
Fleetwood won in 2024 de zilveren medaille op de Olympische Zomerspelen in Parijs.

### Overwinningen
| Jaar | Toernooi                             | Tour              |
| ---- | ------------------------------------ | ----------------- |
| 2011 | Formby Hall Classic                  | PGA EuroPro Tour  |
| 2011 | Kazakhstan Open                      | Challenge Tour    |
| 2013 | Johnnie Walker Championship          | Europese PGA Tour |
| 2013 | Farmfoods British Par 3 Championship | -                 |
| 2017 | Abu Dhabi HSBC Championship          | Europese PGA Tour |
| 2017 | HNA Open de France                   | Europese PGA Tour |
| 2018 | Abu Dhabi HSBC Championship          | Europese PGA Tour |
| 2018 | Nedbank Golf Challenge               | Europese PGA Tour |

### Resultaten op deMajors
| Major                 | 2014 | 2015 | 2016 | 2017 | 2018 | 2019 | 2020 |
| --------------------- | ---- | ---- | ---- | ---- | ---- | ---- | ---- |
| Masters Tournament    |      |      |      | CUT  | T17  | T36  | T19  |
| U.S. Open             |      | T27  |      | 4    | 2    | T65  | CUT  |
| The Open Championship | CUT  | CUT  | CUT  | T27  | T12  | 2    | NT   |
| PGA Championship      | CUT  | CUT  |      | T61  | T35  | T48  | T29  |

CUT = miste de cut halverwege